# Karl Mosler (Jurist)

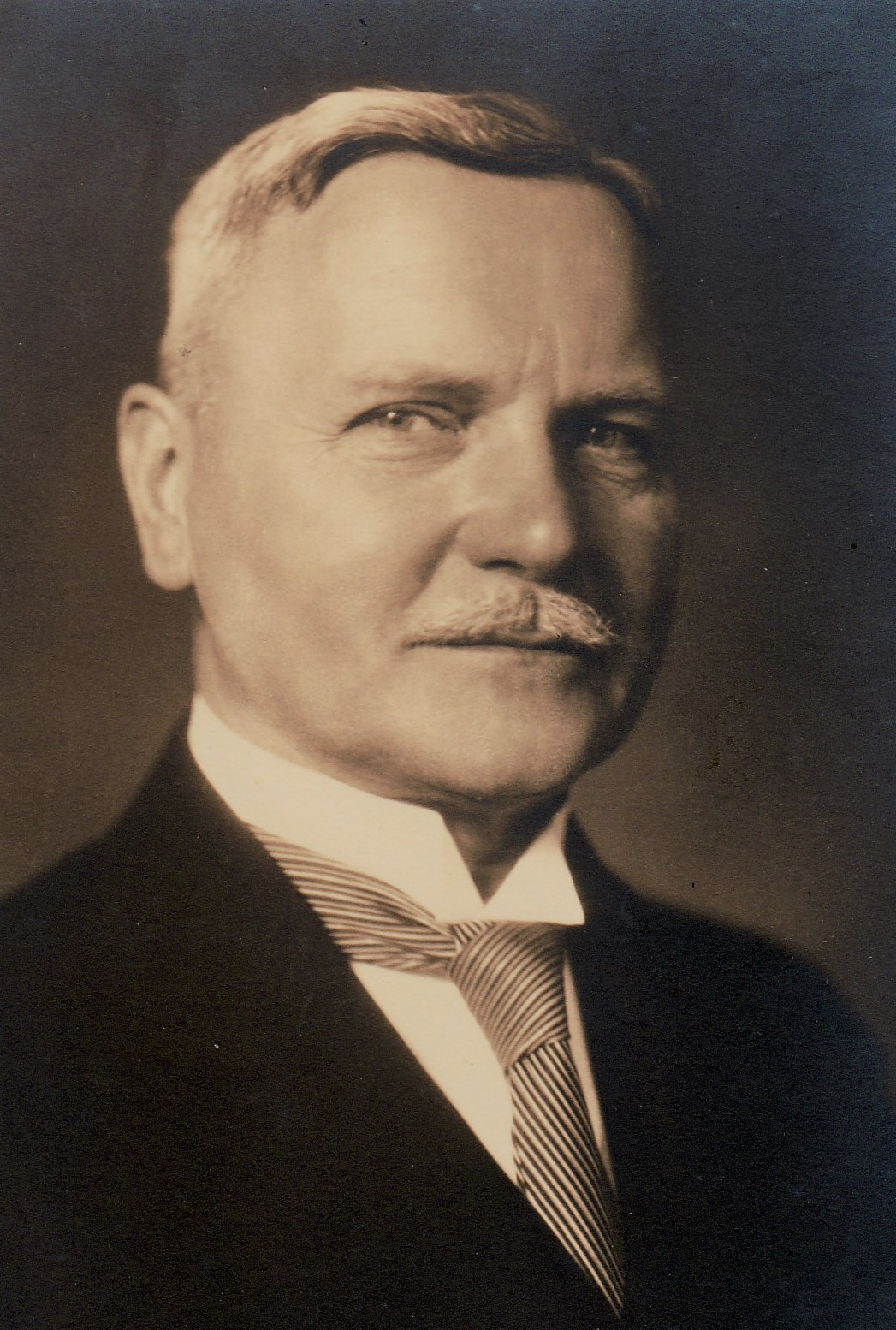
Karl Mosler

Karl Mosler (* 28. September 1872 in Wetter, Provinz Westfalen; † 3. Mai 1946 in Bonn) war ein deutscher Jurist.  Von 1921 bis 1933 sowie von 1945 bis 1946 war er Präsident des Landgerichts Bonn.

## Leben und Wirken
Karl Mosler wurde 1872 in Wetter an der Ruhr geboren. Er studierte Jura an den Universitäten in Freiburg i. Br., Berlin, München und Bonn; 1896 wurde er zum Dr. jur. promoviert. Danach schlug Mosler die Richterlaufbahn ein, zunächst als Assessor am Landgericht Köln. Nach Stationen in Elberfeld, Hennef und Bonn wurde er 1914 Oberlandesgerichtsrat in Düsseldorf.
1921, noch unter der französischen Besatzung des Rheinlands, wurde Karl Mosler zum Präsidenten des Landgerichts Bonn ernannt. Dieses Amt übte er zunächst zwölf Jahre lang aus.
Nach der „Machtergreifung“ Hitlers versuchte Karl Mosler nach besten Kräften, die Unabhängigkeit der Justiz zu verteidigen und die Qualität der Rechtsprechung in seinem Verantwortungsbereich aufrechtzuerhalten. Jedoch bereits im Juli 1933 wurde er von den neuen Machthabern zum Rücktritt gezwungen. Erst die britische Militärverwaltung setzte ihn 1945 wieder in sein Amt ein, das er bis zu seinem Tod 1946 ausübte.
Karl Mosler war fest im rheinischen Katholizismus verwurzelt. Er war Mitglied des Katholischen Beamtenvereins und gehörte der Zentrumspartei von 1896 bis zu deren Auflösung 1933 durch die Nationalsozialisten an.
Als Autor nahm Mosler wiederholt zu Fragen des Rechts und der Justiz Stellung, insbesondere in der Deutschen Richterzeitung. Während seiner erzwungenen Pensionierung übersetzte er Dante Alighieri aus dem Italienischen und publizierte 1938 das Buch „Dante. Eine Einführung in seine Ideenwelt“.
Mit seiner Ehefrau Margarete Loenartz hatte Mosler zwei Kinder: Die Tochter Hedwig studierte Volkswirtschaftslehre und heiratete den späteren (1956–1969) Bonner Oberbürgermeister Wilhelm Daniels; der Sohn Hermann Mosler wurde einer der führenden deutschen Völkerrechtler. Sein Enkel Hans Daniels wurde ebenfalls Oberbürgermeister der Stadt Bonn, ein weiterer Enkel, Karl Clemens Mosler ist als Statistiker und Mathematiker bekannt.
Er war Mitglied der katholischen Studentenverbindungen KStV Askania Berlin, KStV Arminia Bonn und KStV Saxonia München.